# Bedevaartskerk van Wies

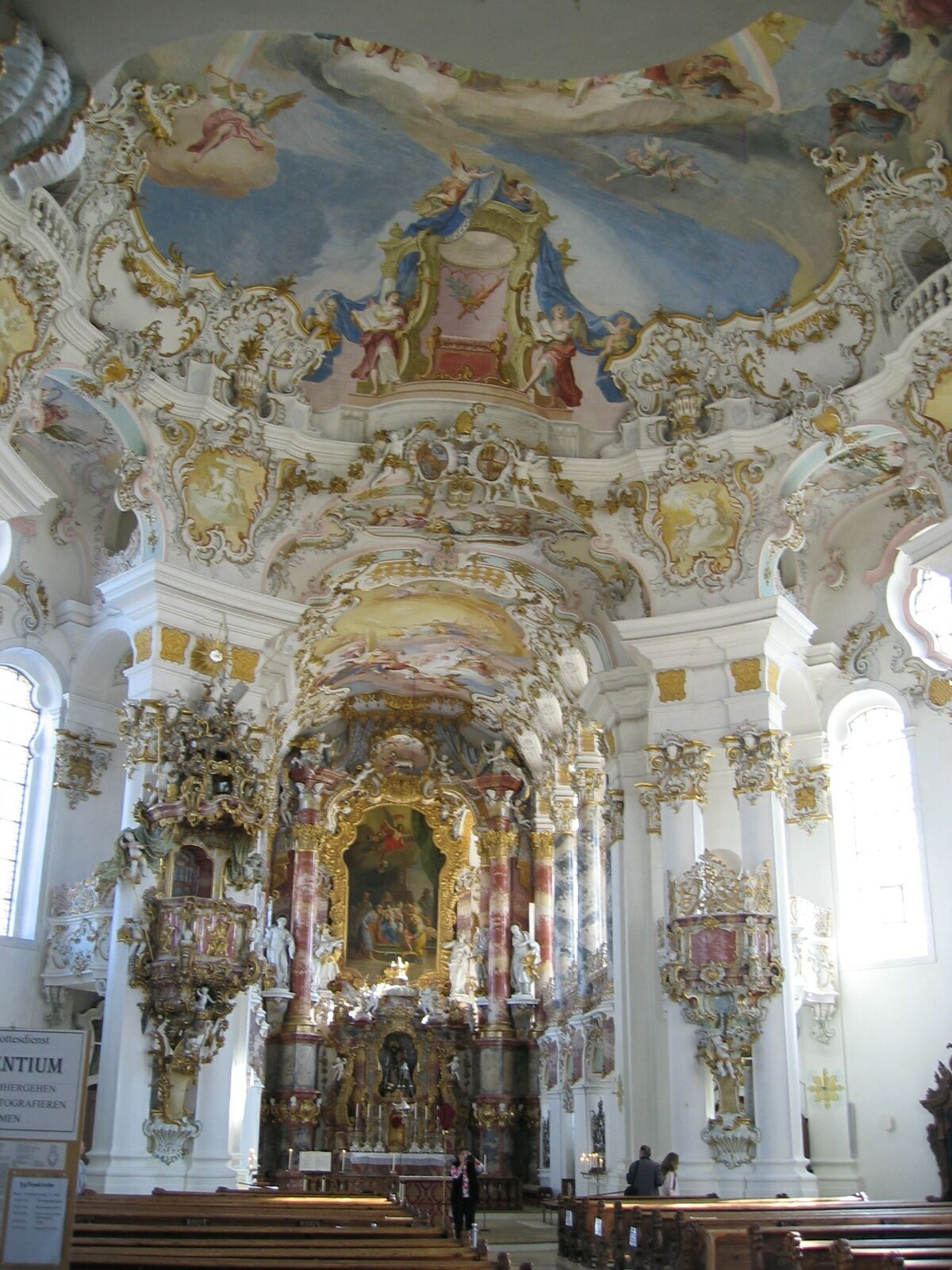
Altaarruimte van de Bedevaartskerk

De Bedevaartskerk van Wies (Duits: Wieskirche) of Weidekerk is een ovale rococokerk, gelegen in de plaats Wies, gemeente Steingaden (Beieren) aan de voet van de Duitse Alpen. De kerk werd gebouwd in de late jaren 1740 door de broers Johann Baptist en Dominikus Zimmermann. Die laatste leefde de laatste elf jaar van zijn leven in de buurt. De kerk is zowel een toeristische trekpleister als een bedevaartsoord.

## Bouwwerk
De kerk is een mengvorm van barok en rococo. Aan de buitenkant heeft het gebouw strakke lijnen terwijl de binnenkant bekleed is met krullen en golven. Het daglicht valt naar binnen door hoge ramen die voor de kerkgangers min of meer aan het zicht onttrokken zijn door een rondgang ervoor. Het invallend licht wordt door de witte vloer van die rondgang weerkaatst naar het beschilderd gewelf. De beschildering en de decoratie gaan in crescendo van beneden naar boven en van achter naar voor. Naast wit en bladgoud zijn de kleuren blauw (dat symbool staat voor de genade) en rood (dat symbool staat voor het Heilig Bloed) gebruikt. Op het plafond is een schildering met Jezus Christus zittend op een regenboog te zien. Ook is hierop de troon voor de dag des oordeels te zien. In de kerk zijn vier beelden te zien van Hiëronymus van Stridon, Ambrosius van Milaan, Augustinus van Hippo en Paus Gregorius de eerste.
Het dak heeft een dubbele laag waardoor het een complexe aanblik geeft. De toren heeft een koepel waarin Byzantijnse terug te zien is. Hierop staat een verguld kruis dat vanaf een kilometer afstand te zien is. Aan de achterzijde is de pastorie in dezelfde stijl aangebouwd.

## Geschiedenis
In 1738 werden tranen gezien op een oud houten beeld van de Gegeselde Verlosser. Dit mirakel leidde tot een toevloed van bedevaarders. In 1740 werd een kleine kapel gebouwd om het beeld te huisvesten, maar al snel bleek dat het gebouw te klein was in verhouding met het aantal pelgrims dat het aantrok. Daarop besliste de abdij van Steingaden om er een afzonderlijke kerk aan te wijden.

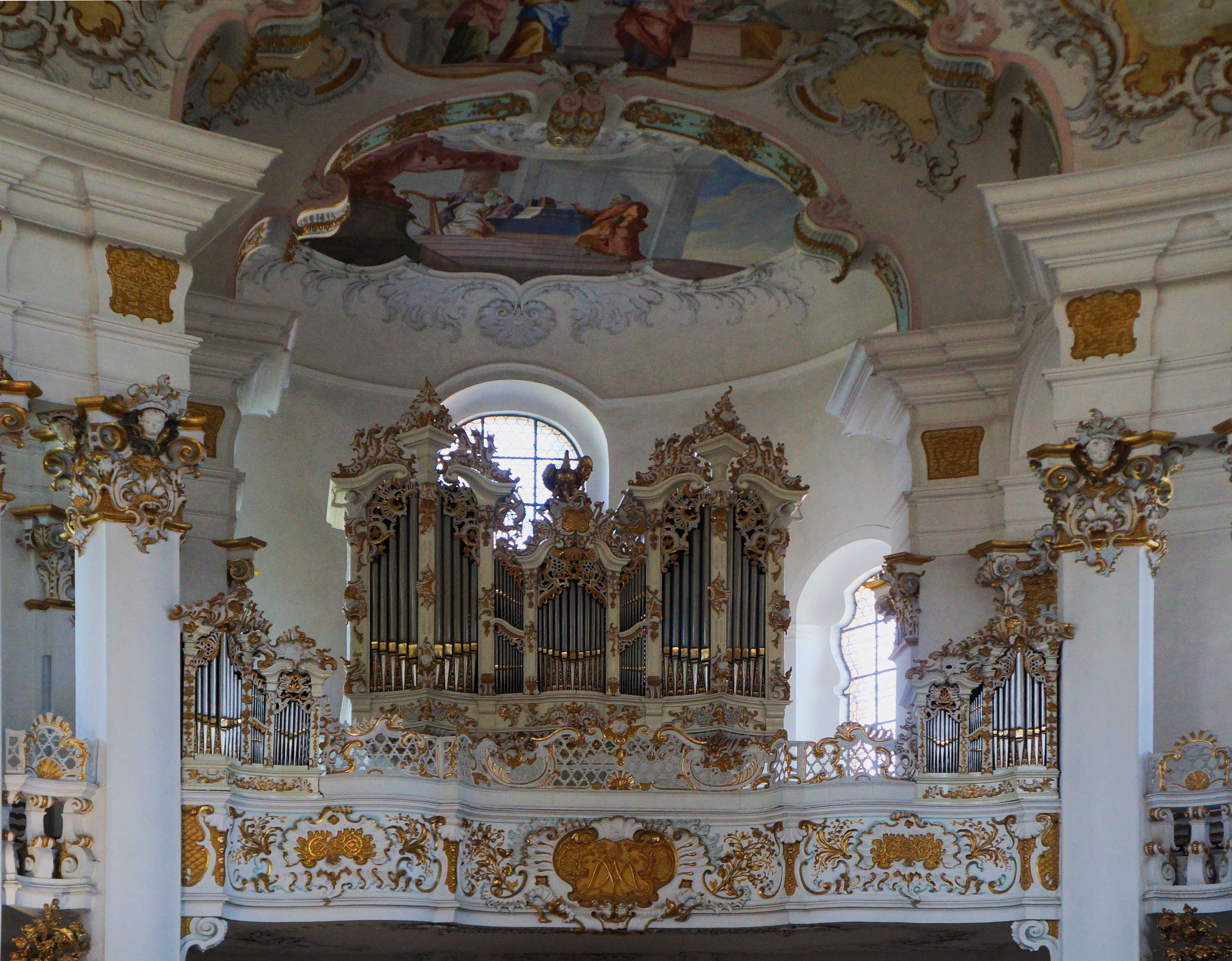
Wieskirche.- Pipe organs

De bouw vond plaats tussen 1745 en 1754 en het interieur werd gedecoreerd met stucwerk in de traditie van de School van Wessobrunn. De kerk, die gezien wordt als Zimmermanns laatste meesterwerk, werd ontwijd in het begin van de 19e eeuw. Er is een verhaal dat de sloop van de kerk al gepland was en dat alleen de protesten van de lokale boeren ervoor zorgde dat dit juweeltje uit de rococo-architectuur werd gespaard. Het is zeer de vraag of dit waar is. De bedevaartskerk staat sinds 1983 op de lijst van Werelderfgoed en werd tussen 1985 en 1991 grondig gerestaureerd.
Dom van Aken · Abdij en Altenmünster van Lorsch · Slot Augustusburg en slot Falkenlust in Brühl · Bamberg · Bauhaus en zijn sites in Weimar, Dessau en Bernau · Klassiek Weimar · Fagusfabriek · Rammelsbergmijnen en historische stad Goslar · Dom van Keulen · Hanzestad Lübeck · Luthergedenkplaatsen in Eisleben en Wittenberg · Abdij van Maulbronn · Groeve Messel · Fürst-Pückler-Park Bad Muskau · Kloostereiland Reichenau · Museuminsel in Berlijn · Parklandschap Dessau-Wörlitz · Stiftskerk, kasteel en historisch centrum van Quedlinburg · Bedevaartskerk van Wies · Historisch centrum van Regensburg met Stadtamhof · Romeinse monumenten, Dom en Onze-Lieve-Vrouwekerk in Trier · Oude en voorhistorische beukenbossen van de Karpaten en andere regio's van Europa · Paleizen en parken van Potsdam en Berlijn · Michaeliskirche en Dom van Hildesheim · Dom van Speyer · Historisch centrum van Stralsund en Wismar · Stadhuis en Rolandstandbeeld van Bremen · Grenzen van het Romeinse Rijk: Opper-Germaans-Raetische limes · Bovenloop van het Midden-Rijndal · IJzersmelterij van Völklingen · Kasteel Wartburg · Residentie van Würzburg · Kolenmijn en industriecomplex Zeche Zollverein in Essen · Modernistische woonwijken in Berlijn · Waddenzee · Prehistorische paalwoningen in de Alpen · Markgrafelijk Operahuis in Bayreuth · Bergpark Wilhelmshöhe · Karolingisch westwerk en Civitas Corvey · Speicherstadt en het Kontorhausviertel met het Chilehaus in Hamburg · Architecturaal werk van Le Corbusier (Weißenhofsiedlung) · Grotten en kunst uit de ijstijd in de Zwabische Jura · Archeologisch grenslandschap van Hedeby en de Danevirke · Dom van Naumburg ·  Mijnstreek Erzgebirge/Krušnohoří · Waterbeheersysteem van Augsburg · Historische kuuroorden van Europa (Bad Ems, Baden-Baden en Bad Kissingen) · Mathildenhöhe Darmstadt · Grenzen van het Romeinse Rijk - De Neder-Germaanse limes · ShUM-sites van Speyer, Worms en Mainz · Grenzen van het Romeinse Rijk - De Donaulimes (Westelijk gedeelte)  · Joods-middeleeuws erfgoed van Erfurt · Complex van de residentie van Schwerin · Moravische kerknederzettingen (Herrnhut)
- Marburg Picture Index: 20192488
- Gemeinsame Normdatei: 4079298-5
- Library of Congress Control Number: n82050733
- MusicBrainz: 69ec7d66-2cae-4860-b6ac-4b18a3e1ce04
- Nationale Bibliotheek van Israël: 987007605046905171
- Virtual International Authority File: 168840188